# Wing Loong II
Le Wing Loong II (ou Pterodactyl II) est un drone de combat moyenne altitude longue autonomie (acronyme MALE), construit par l'entreprise chinoise China Aviation Industry Corporation. Le projet est dévoilé lors de l'exposition "Aviation Expo China" à Pékin en septembre 2015, et son premier vol  enregistré en 2017,.
C'est une version agrandie du drone de combat Wing Loong.

## Conception

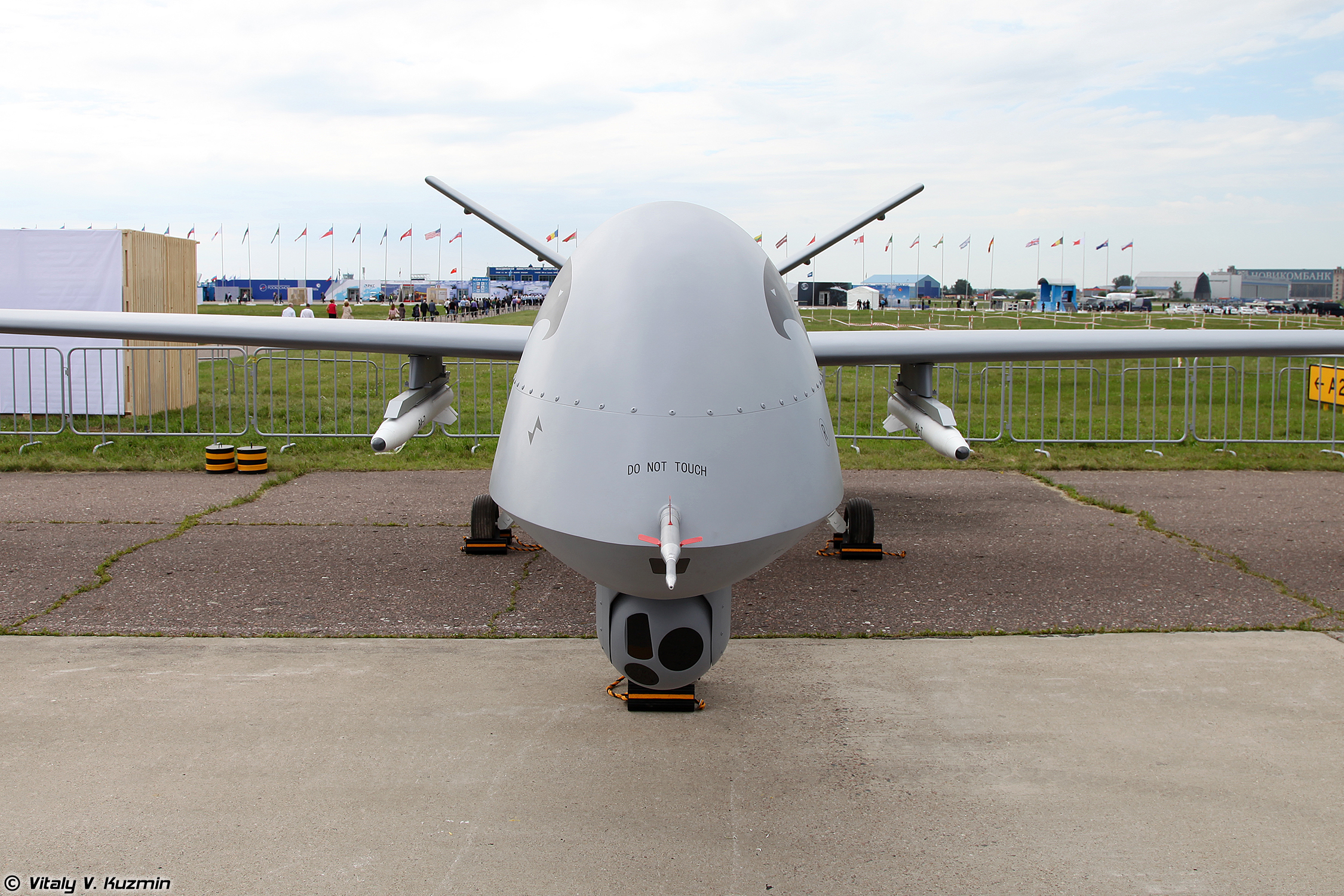

Le Wing Loong II est une version agrandie du Wing Loong I avec un corps plus long et une envergure plus large. Il a un fuselage élancé, une queue en V et une nageoire ventrale. L'avion comporte un train d'atterrissage rétractable, comprenant deux roues principales sous le fuselage et une seule roue sous le nez. Chaque aile a trois points de fixation sous les ailes avec la capacité de transporter des bombes, des roquettes ou des missiles air-sol. Une antenne de communication par satellite est située sur la surface avant supérieure du fuselage, offrant une transmission de données à longue portée entre le drone et la station au sol.

## Munitions

### Bombes

#### bombe guidée Luoyang FT
- FT-7 (en)
- FT-9
- FT-10

#### bombe guidée Luoyang LS-6
- bombe guidée LS-6 (en) (50 kg)
- bombe guidée LS-6 (100 kg)
- bombe guidée LS-6 (250 kg)

### Missiles
- missile air-surface CASIC CM-50KG (en)
- missile air-surface NORINCO Blue Arrow LJ-7
  - missile air-surface Blue Arrow 7[3]

## Opérateurs
- Chine - en service au sein de l'armée populaire de libération sous le nom de GJ-2[2].
- Pakistan -  en octobre 2018, il a été annoncé que Pakistan Aeronautical Complex et Chengdu Aircraft Corporation produiraient conjointement 48 drones Wing Loong II destinés à l'armée de l'air pakistanaise[4].
- Émirats arabes unis - Premiers clients pour le Wing Loong II en 2017[5].
- Algérie - Une commande ferme de 24 drones Wing Loong II a été faite en 2021[6].
- Bangladesh[7]
- Égypte[8]
- Maroc, le Maroc a réceptionné 5 drones Wing Loong 2 (dont 1 offert par les Émirats arabes unis), un premier lot de ces engins a été reçu par les FAR à la base aérienne de Laâyoune[réf. nécessaire]